# Georges Lang
Pour les articles homonymes, voir Lang.
Georges Lang, né le 16 novembre 1947 à Metz, est un animateur de radio et de télévision français.
Spécialisé dans la musique anglo-saxonne, principalement celle des années 1960 aux années 1980, et particulièrement celle des États-Unis (rock 'n' roll, pop et country), il exerce sur la station RTL depuis 1971.

## Biographie
Georges Lang vit au Luxembourg (où, dans sa maison, il a aménagé son propre studio et peut y préparer ses émissions), faisant la navette avec Paris.

### Carrière à la radio
Après une expérience à Radio Beyrouth au Liban, Georges Lang revient en France et fait partie de l’équipe qui installe FIL (France Inter Lorraine) à Nancy.

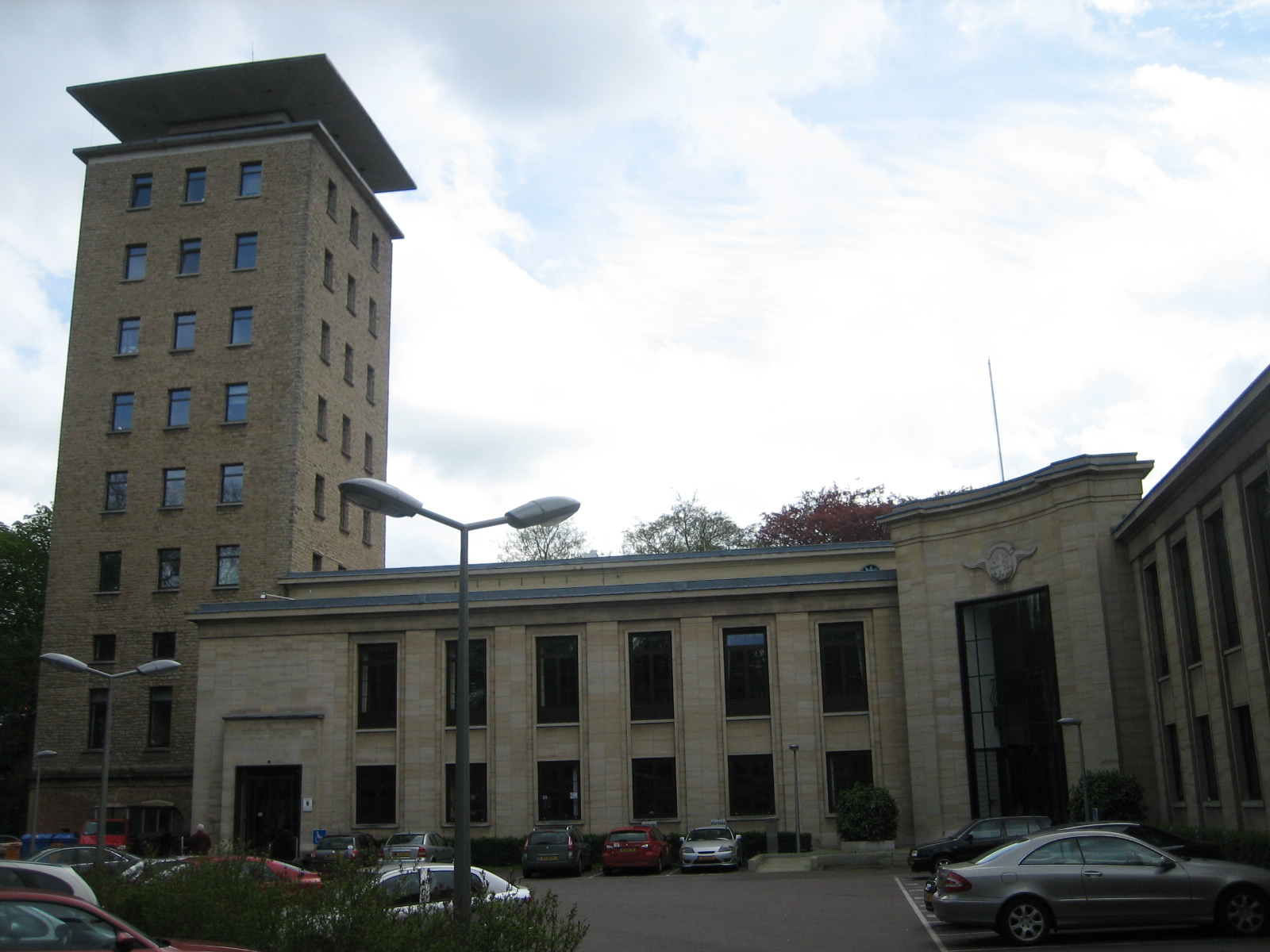
La villa Louvigny à Luxembourg, où Georges Lang anime des émissions de 1971 à 1990.

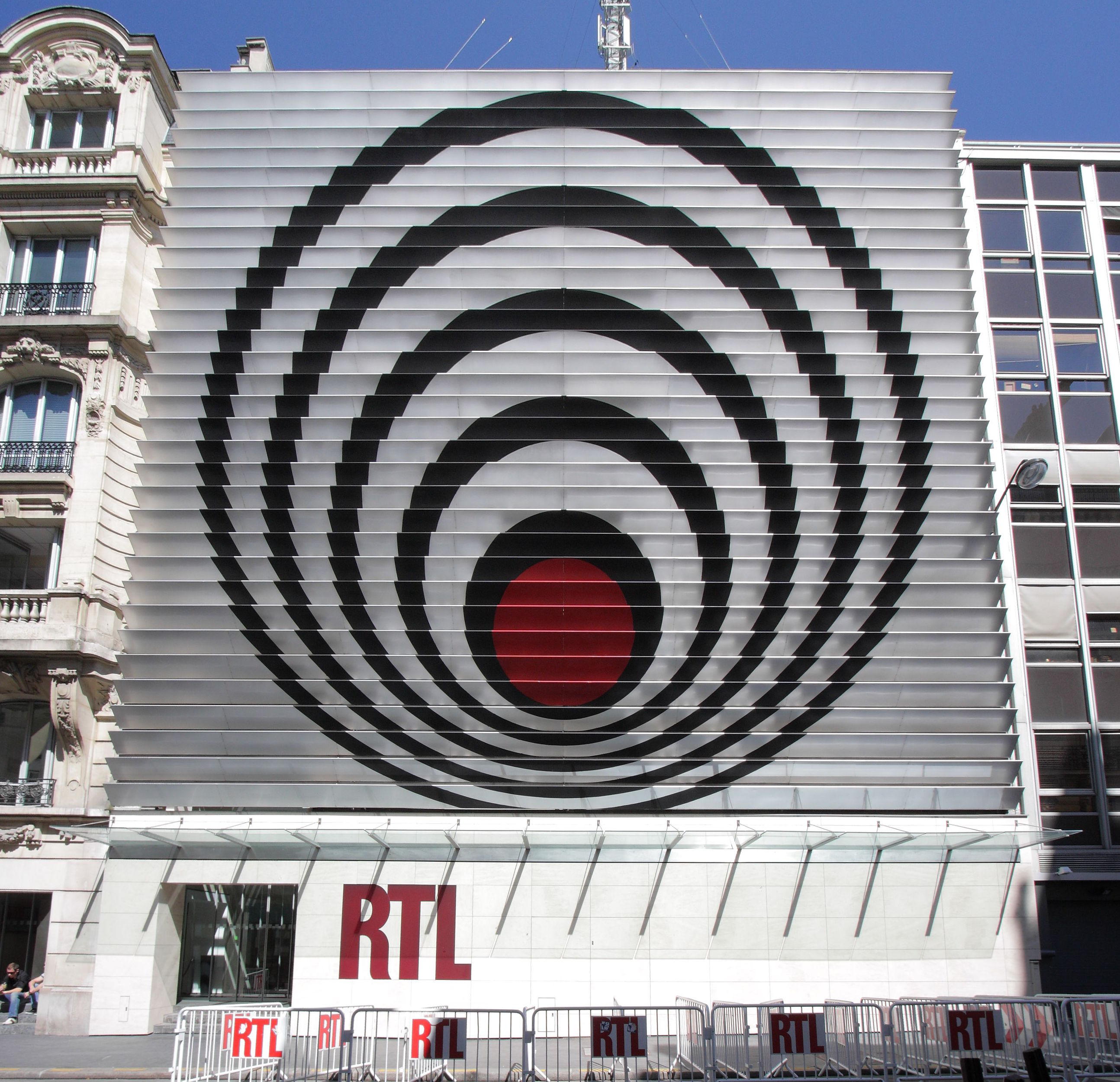
Immeuble de RTL au 22 rue Bayard à Paris, où Georges Lang anime actuellement ses émissions

En 1971, il entre à RTL où il anime à partir de décembre certaines nuits depuis les studios de la Villa Louvigny à Luxembourg. À partir du 22 mai 1973, il y présente chaque nuit de 0 h à 3 h Les Nocturnes, secondé par la suite par Lionel Richebourg et Jean-François Johann.
En 1979, on lui confie avec Dominique Farran, Bernard Schu et Jean-Bernard Hebey l'animation musicale des week-ends. C'est la période « WRTL ».
Dans l'émission Saga, il raconte l’histoire des stars du rock 'n' roll avec l'aide de Jean-François Johann.
En 1990, il quitte la villa Louvigny pour un nouveau studio sur le plateau du Kirchberg. En 1992, il crée Classic-Rock, présenté par la suite par Jean-François Johann. Avec Beach-party, il consacre l’été (juillet-août) à la musique californienne (en) des années 1960 et 1970 (de 23 h à minuit).
En décembre 2000, la direction de RTL de l’époque décide de rajeunir l’antenne en confiant certaines tranches horaires à d’autres animateurs ; Fabrice et Philippe Bouvard sont tout comme lui écartés. Sous la pression des auditeurs, ils sont réintégrés quelques semaines plus tard. Il anime alors ses émissions depuis la rue Bayard à Paris. Le 22 mai 2003, il fête les trente ans des Nocturnes. À cette occasion, un double CD de trente-six titres parait.
Le 8 novembre 2007, la Country Music Association (CMA) de Nashville lui remet le prix The Country International Broadcaster Award qui récompense l'animateur radio qui a été le plus méritant pour son activité au sein d'une radio en dehors des États-Unis pour son émission WRTL-Country. Il a déjà obtenu en 1995 le Wesley Rose Award de la même CMA, pour la qualité de ses émissions, dans lesquelles il avait reçu des artistes prestigieux comme Johnny Cash, Dolly Parton et Emmylou Harris. Le 22 mai 2008, il fête les 35 ans des Nocturnes.
En 2011, il sort un album collection intitulé La Collection Georges Lang regroupant 75 chansons pour résumer ses 38 ans de Nocturnes. Le Volume 2 paraît pour le 39e anniversaire de ses émissions. Le Volume 3, une compilation de quatre CD, paraît pour le 40e anniversaire de ses émissions, fêté officiellement le 22 mai 2013 avec Johnny Hallyday en invité et co-présentateur de la programmation musicale.
À la rentrée de septembre 2014, l'émission Saga est supprimée à la suite du départ à la retraite de Jean-François Johann, producteur, rédacteur et traducteur de l'émission.
Durant la saison 2014-2015, il anime toujours La Collection RTL (lundi - vendredi 23 h-0 h), Les Nocturnes (lundi - jeudi 0 h-3 h), WRTL Country (vendredi 0 h-3 h) et Beach Party (du lundi au vendredi, uniquement durant l'été) ainsi que La Veillée de Noël (le 24 décembre) et RTL sur son 31 (le 31 décembre).
A la rentrée de septembre 2015, Georges Lang voit son portefeuille d'émissions rétrécir, se retrouvant à diffuser deux heures d'émissions, du lundi au jeudi. En effet, l'une des émissions phares de l'animateur, WRTL Country, présentée le vendredi et qui lui a valu deux prix, n'est pas reconduite. Les Nocturnes se voient amputées de deux heures. L'émission, vieille de plus de 42 ans est désormais diffusée entre minuit et 1 h, du lundi au jeudi. La Collection est maintenue aux horaires habituels. Ce changement de grille entraîne ainsi la disparition de la tranche musicale du vendredi soir, avec la suppression de La Collection teintée Beach Party et WRTL Country. Toutefois, sous la pression des auditeurs, ces deux dernières émissions sont reprogrammées sur la grille du vendredi soir en respectant néanmoins le même schéma de programmation qu'en semaine, c'est-à-dire entre 23 h et minuit la Collection et entre minuit et 1 h WRTL.
À la rentrée de septembre 2016, son temps d'antenne diminue encore. La session musicale du vendredi soir disparaît au profit de la rediffusion des Grosses Têtes. WRTL Country est désormais diffusé le jeudi soir de minuit à 1 h. La Collection reste programmée du lundi au jeudi de 23 h à minuit et Les Nocturnes du lundi au mercredi, de minuit à 1 h.
À la rentrée de septembre 2018, alors qu'il effectue sa 45e année sur RTL, son temps d'antenne est basculé sur les week-ends : le vendredi, La Collection teintée Beach Party de 23 h à minuit et WRTL Country de minuit à 1 h ; le samedi, La Collection, suivi des Nocturnes de 23 h à 1 h ; le dimanche soir, comme le samedi, sauf que les Nocturnes accueillent régulièrement des invités à partir de 0 h. L'émission est également diffusée en Belgique en direct par Bel RTL.
Le 21 mai 2023, il fête les 50 ans de l'émission Les Nocturnes et détient le record de durée pour un même animateur sur une même émission. Pour l'occasion est publiée le 29 juin 2023 la compilation 50 ans de Nocturnes en double vinyle de 20 titres et en coffret 5 CD de 83 titres.
Septembre 2023 : Les Nocturnes, les samedis de 0 h à 1 h et dimanches de 0 h à 2 h. WRTL Country, les samedis de 1 h à 2 heures du matin. La Collection les vendredis et samedis de 23 h à minuit.
Septembre 2024 : Les Nocturnes, les samedis de 0 h à 2 h et de 23 h à 2 h. La Collection les vendredis de 23 h à minuit.

### Carrière à la télévision
À la télévision, Georges Lang anime et produit durant sa carrière de nombreuses émissions sur RTL Télévision, d'abord consacrées à la jeunesse avec Citron Grenadine, puis sur la musique et les clips avec Chewing-Rock, Drive In, Friday Night Videos, La Saga du Rock, Clip Connexion, Hou la la, Happy Birthday, Clipophone, Classic-Rock, 10 qu'on aime, etc.
Le 1er mars 1987 à 11 h 15, il ouvre l'antenne de la chaîne de télévision M6, pour l'émission de présentation de la nouvelle chaîne consacrée à la musique.
Le 3 juin 1990 démarre l'émission 10 qu'on aime en Belgique sur RTL-TVI. L'émission, animée à ses débuts par Alain Simons, est reprise par Georges Lang. Elle a permis de révéler nombre de talents de la chanson belge francophone. L'émission s'arrête en 1995. En 2020, RTL Belgium choisit de mettre à disposition de son application RTL Play l'ensemble des archives de l'émission.

## Récompenses
En février 2019, Georges Lang reçoit un Laurier d'Or décerné par Le Club de l'Audiovisuel. Ce prix qui récompense l'ensemble de sa carrière, lui est remis sur la scène du Théâtre Marigny par Christopher Baldelli et Patrice Blanc-Francard.[réf. souhaitée]
En juillet 2021, à la suite de la proposition d'un auditeur, Georges Lang est nommé au grade d'Officier de l’Ordre des Arts et des Lettres par Roselyne Bachelot, ministre de la Culture. Une récompense qui le touche particulièrement : 

« Je trouve que c'est exceptionnel parce que les honneurs on les connaît. Quand ils viennent du métier, on est très content mais quand ils viennent de la base, de la part de nos auditeurs qui nous écoutent fidèlement tous les soirs (...), ça vous émeut. Je suis très touché. »

## Publication
- Georges Lang et Jean-François Johann, La saga du rock 1, RTL éditions, 1988, 125 p. (ISBN 978-2879511702)

## Compilations
- 2003 : Les Nocturnes (30 ans)
- 2011 : La Collection
- 2012 : La Collection (vol. 2)
- 2013 : 40 ans - Les Nocturnes
- 2014 : La Collection (vol. 3)
- 2015 : Beach Party
- 2016 (juin) : Beach Party (vol. 2)
- 2016 (novembre) : Christmas
- 2017 : Nashville
- 2018 : 45 ans de Power Play - Les Nocturnes (vol. 2)
- 2019 : West Coast Sound - California
- 2020 : From Venice Beach to Joshua Tree - California vol. 2
- 2022 : Les Nocturnes - Classic Rock
- 2022 : Les Nocturnes - Classic Soul
- 2023 : 50 ans de Nocturnes (compilation 1973–2023 disponible en double vinyle de 20 titres et en coffret 5 CD de 83 titres)